# Ordre de la Croix de l'aigle
L'ordre de la Croix de l'aigle (estonien : Kotkaristi teenetemärk) a été instituée en 1928 par la Ligue de défense estonienne pour commémorer le dixième anniversaire de l'indépendance de l'Estonie. Il a été adopté comme arrêté d'État en 1936. L'ordre de la Croix de l'aigle est décerné pour reconnaître les services militaires et les services dans le domaine de la défense nationale. Il est décerné dans les divisions civiles et militaires. Les récompenses décernées aux militaires sont signalées par l'ajout d'épées croisées à la décoration.

## Des classes
L'ordre de la Croix de l'aigle comprend huit classes :
- Cinq classes de base : 1re, 2e, 3e, 4e et 5e classe ;
- Trois classes de médailles : croix en or, argent et fer;

Les croix de toutes les classes de l'ordre de la Croix de l'aigle ont le même dessin.
La tonalité de couleur des rubans orange moirés appartenant aux décorations de toutes les classes de l'ordre de la Croix de l'aigle est déterminée selon la table des couleurs internationale PANTONE comme 137 MC.
L'ordre de la Croix de l'aigle est une décoration militaire si deux épées croisées y sont apposées comme suit :
- La croix a des épées croisées attachées de manière mobile aux poignées des épées jusqu'aux extrémités des bras supérieurs de la croix. La longueur des épées avec leurs poignées est de 35 mm pour les décorations de 1re, 2e et 3e classe et 33 mm pour les décorations de 4e et 5e classe et les croix d'or, d'argent et de fer ;
- L'étoile a croisé des épées apposées sur les rayons obliques de l'étoile et les rayons verticaux et horizontaux restent à découvert. Les épées sont posées les gardes vers le bas. La longueur de chaque épée est de 85 mm.

Les médailles des croix affiliées de l'ordre de la Croix de l'aigle ont des épées dans le même métal que leur croix.

## Galerie

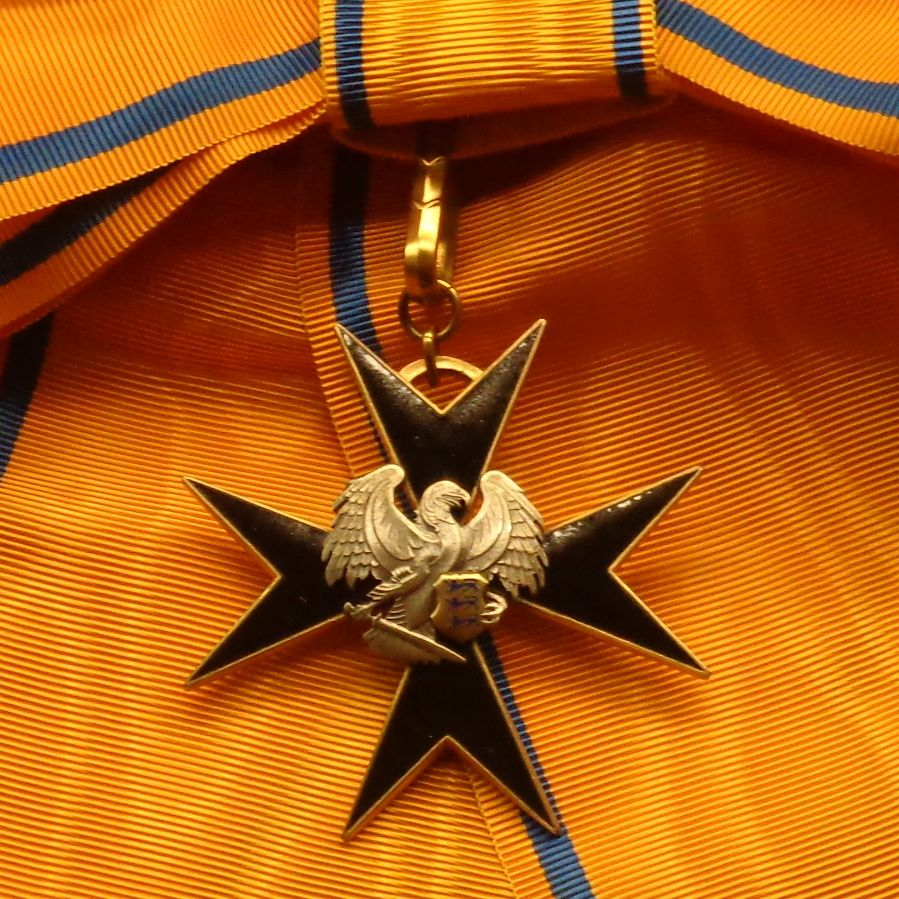
1re classe de l'ordre de la Croix de l'aigle.
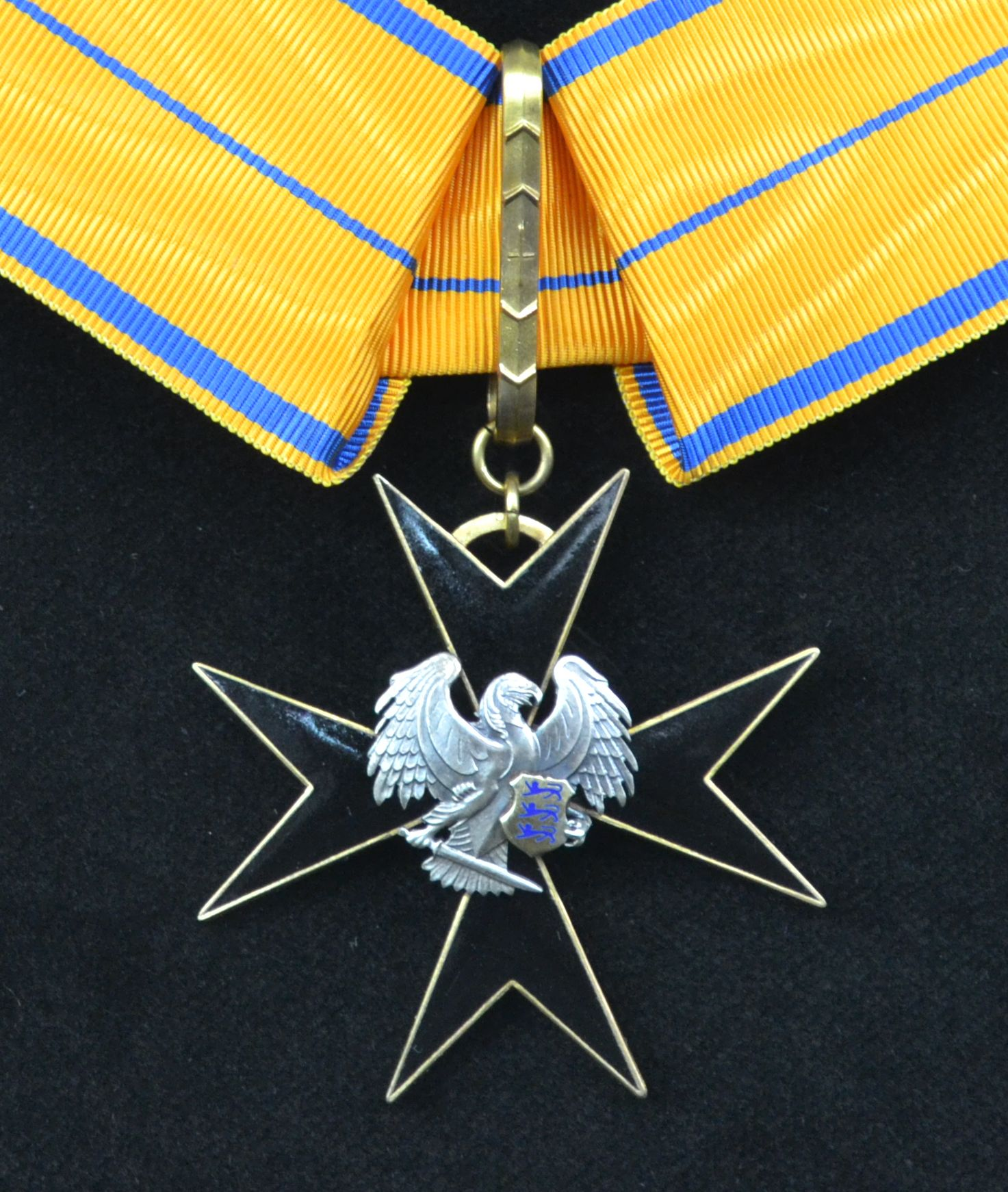
2e classe de l'ordre de la Croix de l'aigle.
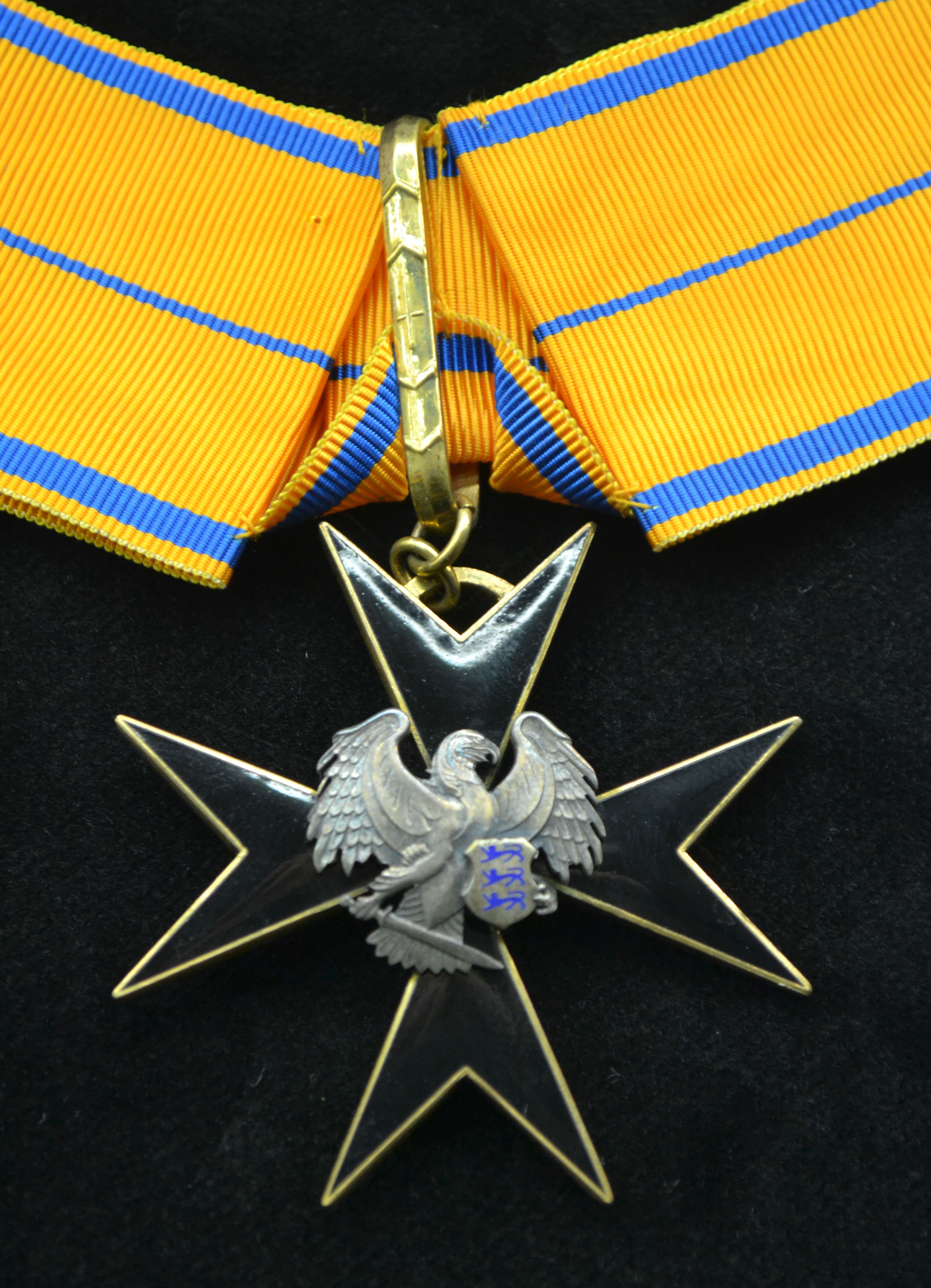
3e classe de l'ordre de la Croix de l'aigle.
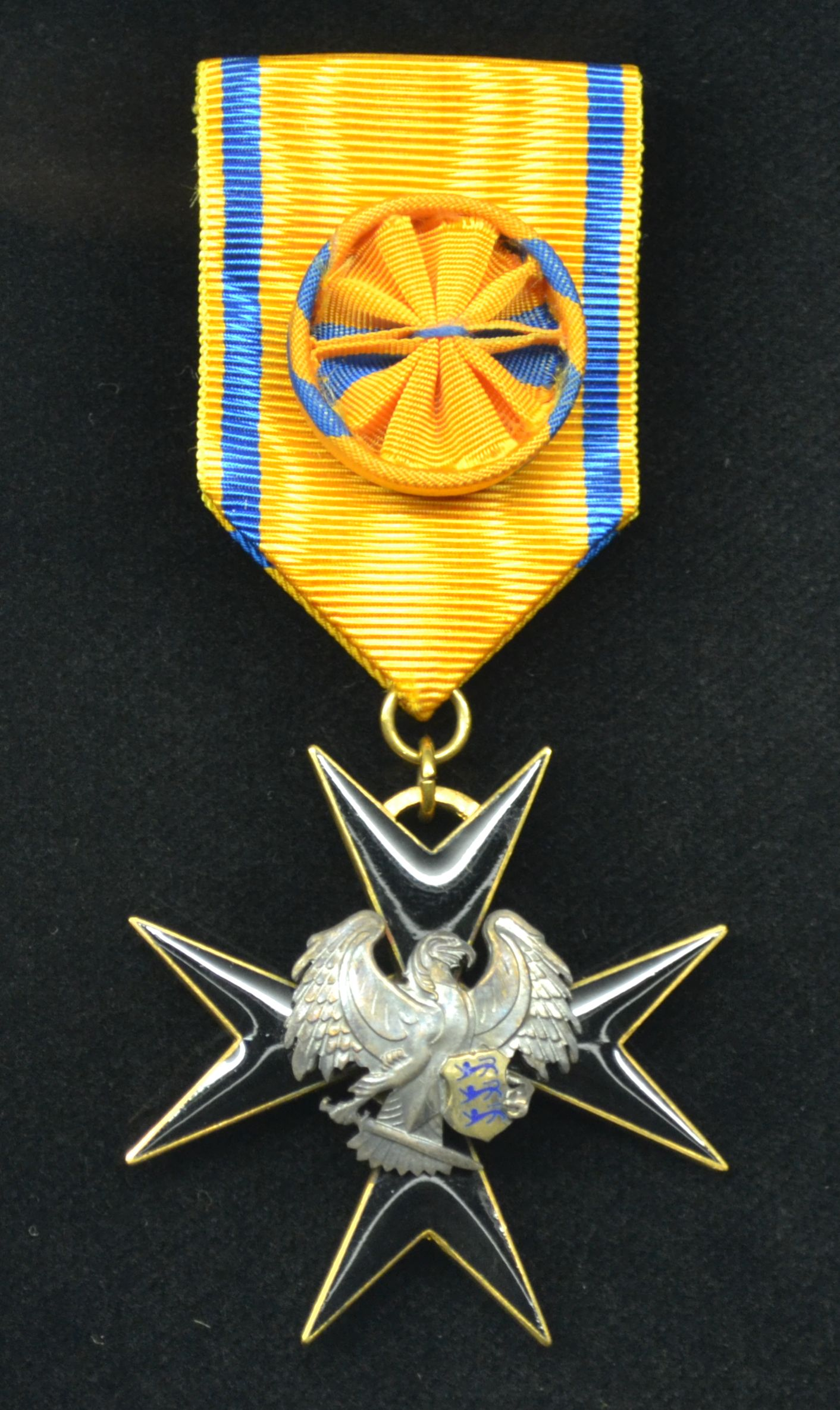
4e classe de l'ordre de la Croix de l'aigle.
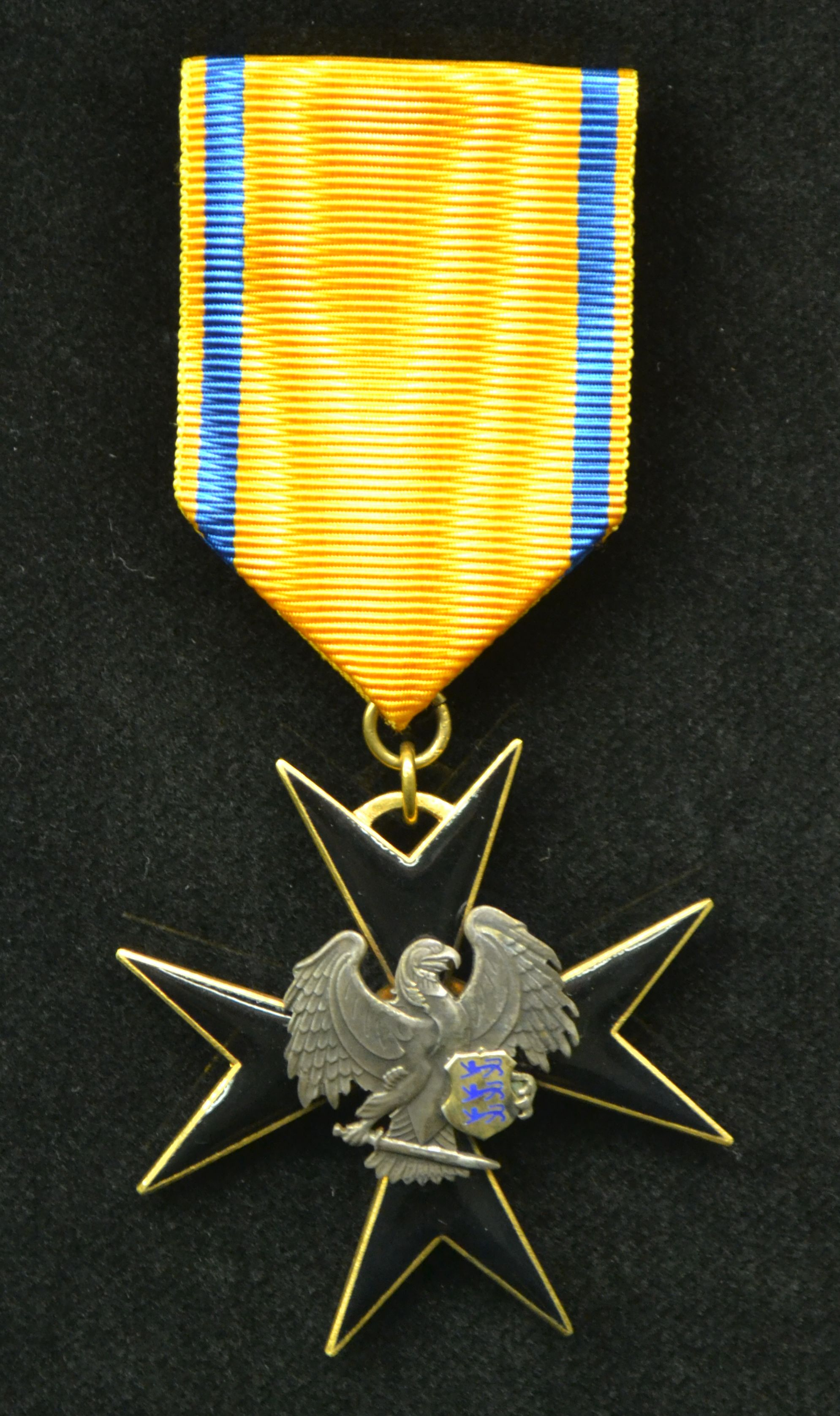
5e classe de l'ordre de la Croix de l'aigle.